# Доля у твоїх руках
Доля у твоїх руках — драма 2005 року.

## Сюжет
Джон — найманий вбивця. Одного фатального дня йому доводиться повністю знищити цілу родину. Дивлячись в очі помираючої маленької дівчинки, Джон вирішує покинути цю справу і розпочати нове життя разом із своєю дружиною Шаліні. Але доля приготувала йому зовсім інше.